# Energy (Zeitschrift)
Energy ist eine begutachtete wissenschaftliche Fachzeitschrift, die seit 1976 von Elsevier herausgegeben wird. Chefredakteur ist Ruzhu Wang (Jiaotong-Universität Shanghai).
Die Zeitschrift ist interdisziplinär ausgerichtet, wobei der Fokus auf der Energietechnik sowie dem Maschinenbau liegt. Darüber hinaus werden Arbeiten zu verwandten Themen wie Energieeinsparung, Energieeffizienz, Nachhaltiger Energieversorgung, Erneuerbaren Energien, Energiespeicherung usw. publiziert. Auch politische und ökonomische Belange der Energieversorgung werden thematisiert.
Der Impact Factor lag im Jahr 2020 bei 7,147, der fünfjährige Impact Factor bei 6,845. Damit lag das Journal auf Rang 22 von insgesamt 114 in der Kategorie „Energie und Treibstoffe“ gelisteten wissenschaftlichen Zeitschriften und auf Rang 3 von 60 Zeitschriften in der Kategorie „Thermodynamik“.